# Környezetvédelmi és Vízgazdálkodási Minisztérium
A Környezetvédelmi és Vízgazdálkodási Minisztérium (rövidítése:KVM) a Magyar Népköztársaság egyik minisztériuma volt  1987 és 1990  között. A környezetvédelmi és vízgazdálkodási miniszter Maróthy László volt.

## Története
1987. december 16-án  az Országgyűlés létrehozta a Környezetvédelmi és Vízgazdálkodási Minisztériumot az Országos Környezet- és Természetvédelmi Hivatal az Országos Vízügyi Hivatallal való egyesítésével. Az egyesítéssel létrejött minisztérium vezetésével Maróthy Lászlót  bízták meg, míg a helyettesei Ábrahám Kálmán és Varga Miklós lettek. 1988 márciusában Zsuffa Ervin is miniszterhelyettesi kinevezést kapott.
1990. október 15-én az 1990. évi LXVIII. törvény alapján megalakult a Környezetvédelmi és Területfejlesztési Minisztérium Keresztes K. Sándor, valamint a Közlekedési, Hírközlési és Vízügyi Minisztérium (KHVM) Siklós Csaba vezetésével.